# دارک پیک
دارک پیک (به انگلیسی: Darke Peak) یک شهرک در استرالیا است که در استرالیای جنوبی واقع شده‌است.